# Los Angeles Sparks 2020
La stagione 2020 delle Los Angeles Sparks fu la 24ª nella WNBA per la franchigia.
Le Los Angeles Sparks arrivarono terze nella Western Conference con un record di 15-7. Nei play-off persero il secondo turno con le Connecticut Sun (1-0).

## Roster
| N° | Naz.                   | Ruolo | Sportivo            | Anno | Alt. | Peso |
| -- | ---------------------- | ----- | ------------------- | ---- | ---- | ---- |
| 1  | Stati Uniti (bandiera) | A     | Reshanda Gray       | 1993 | 188  | 87   |
| 2  | Stati Uniti (bandiera) | G     | Riquna Williams     | 1990 | 170  | 75   |
| 3  | Stati Uniti (bandiera) | AC    | Candace Parker      | 1986 | 193  | 79   |
| 4  | Stati Uniti (bandiera) | G     | Te'a Cooper         | 1997 | 173  | 73   |
| 10 | Stati Uniti (bandiera) | G     | Tierra Ruffin-Pratt | 1991 | 180  | 82   |
| 12 | Stati Uniti (bandiera) | G     | Chelsea Gray        | 1992 | 180  | 77   |
| 15 | Stati Uniti (bandiera) | G     | Brittney Sykes      | 1994 | 175  | 70   |
| 24 | Germania (bandiera)    | C     | Marie Gülich        | 1994 | 196  | 93   |
| 24 | Stati Uniti (bandiera) | G     | Sydney Wiese        | 1992 | 183  |      |
| 30 | Stati Uniti (bandiera) | A     | Nneka Ogwumike      | 1990 | 188  | 79   |
| 31 | Regno Unito (bandiera) | A     | Kristine Anigwe     | 1997 | 193  | 91   |
| 33 | Stati Uniti (bandiera) | GA    | Seimone Augustus    | 1984 | 183  | 79   |

## Staff tecnico
- Allenatore: Derek Fisher
- Vice-allenatori: Latricia Trammell, Fred Williams
- Preparatore atletico: Courtney Watson
- Preparatore fisico: Kelly Dormandy